# ديفيد أتشبريا
ديفيد أتشبريا (بالإسبانية: David Etxebarria)‏ مواليد 23 يوليو 1973 في أباداينو، إسبانيا، هو دراج إسباني سابق في صنف سباق الدراجات على الطريق.

## سجل النتائج

### سباقات أو مراحل فاز بها
- طواف فرنسا
- طواف سويسرا

## وصلات خارجية
- الموقع الرسمي

## روابط خارجية
- ديفيد أتشبريا على موقع الاتحاد الدولي للدراجات (الإنجليزية)
- ديفيد أتشبريا على موقع أرشيف الدراجات (الإنجليزية)
- ديفيد أتشبريا على موقع إحصائيات الدراجات الإحترافية (الإنجليزية)
- ديفيد أتشبريا على موقع نسبة الدراجات (الإنجليزية)
- ديفيد أتشبريا على موقع CycleBase (الإنجليزية)